# Collinsia childii
Collinsia childii là một loài thực vật có hoa trong họ Mã đề. Loài này được Parry ex A.Gray mô tả khoa học đầu tiên năm 1878.